# Lac de Monate
Le lac de Monate (en italien : Lago di Monate) est un lac de Lombardie, en Italie.